# Sony Ericsson W810
Sony Ericsson W810 (доступен как W810i и W810c) — четырёхдиапазонный мобильный телефон с камерой фирмы Sony Ericsson, выпускавшийся под брендом Walkman. Преемник W800.

## Особенности
W810 был представлен 4 января 2006 года как часть линейки мобильных телефонов Sony Ericsson Walkman.
Будучи похожим на W800, W810 претерпел некоторые изменения. Наиболее заметные из них: четырёхдиапазонная возможность соединения, поддержка EDGE, больший дисплей, но более быстрая разрядка аккумулятора.
Аппарат построен на модернизированной платформе db2010. Является единственным, поддерживающим EDGE на этой платформе.
Другие особенности: полнофункциональный интернет-браузер (ограничен размером доступной Java-Heap), двух мегапиксельная цифровая камера, стереонаушники HPM-70, слот для Memory Stick Pro Duo до 4ГБ, 25 МБ встроенной памяти и режим «только музыка», где функции телефона полностью отключены. Этот режим также позволяет использовать телефон как плеер Walkman в местах, где использование телефона запрещено (например в самолётах и больницах). Также продлевает срок работы аккумуляторов. Телефон поддерживает аудиокодеки MP3 и AAC (в контейнерах MP4 и M4A), а также видео-форматы MPEG-4 и 3GPP.
Телефон не поддерживает форматы (контейнеры) AAC.
К минусам можно отнести маленький размер оперативной памяти, который не позволяет запускать на телефоне более одного приложения.
В отличие от W800 у данной модели вместо джойстика клавишный навигационный круг с кнопкой выбора в центре.

## Внешний вид

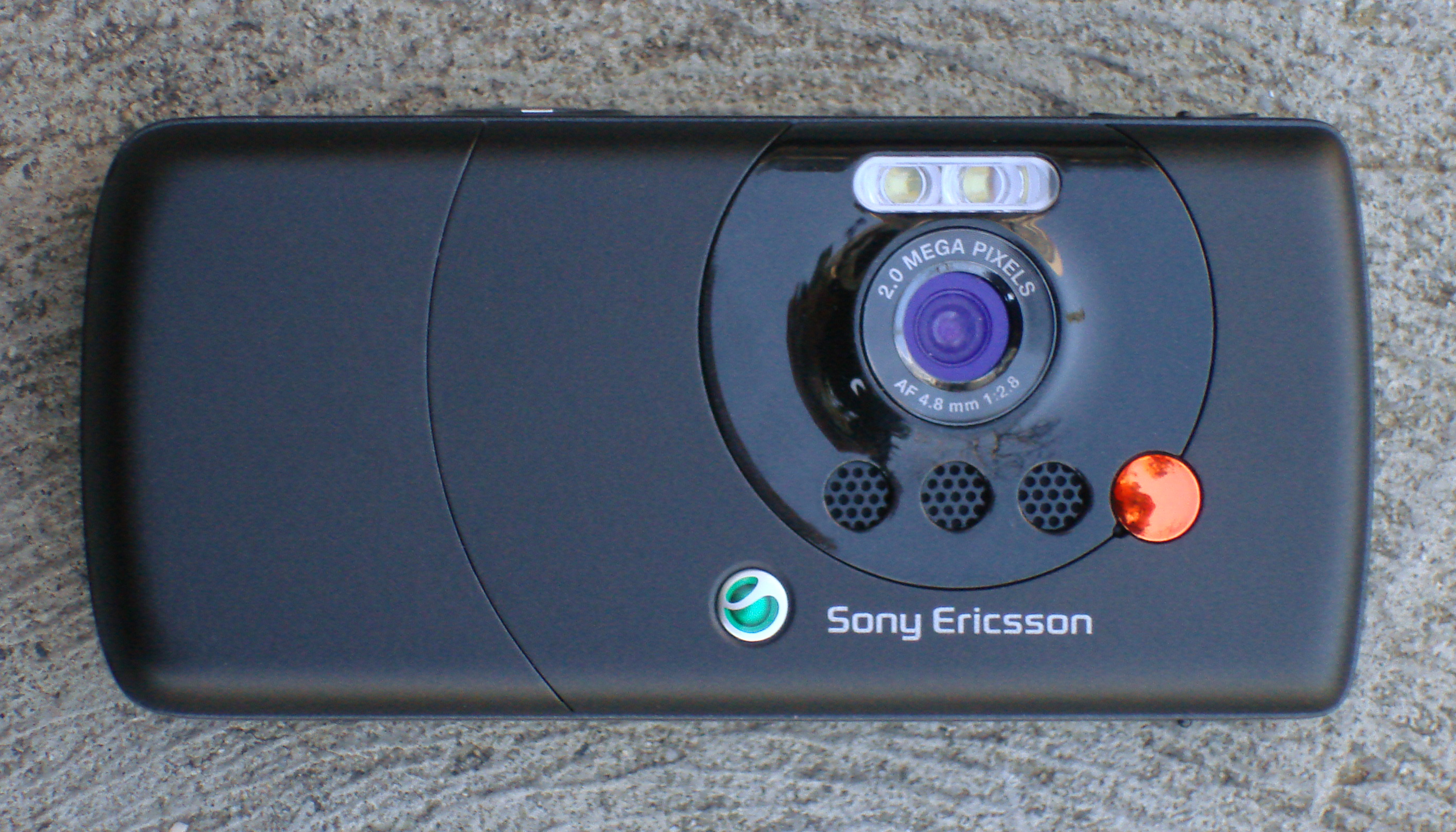
Вид сзади

В сравнении с W800 есть много незначительных внешних изменений, но самое примечательное — отсутствие классического джойстика, который был на большинстве мобильных телефонов Sony Ericsson начиная с T68i. Он был заменён на D-pad, чтобы увеличить удобство использования при прослушивании музыки. Чёрный цвет корпуса. Убрана выдвигающая крышка объектива.
Ещё одной особенностью этого телефона стала очень качественная 2-х мегапиксельная камера.

## Доступность
Sony Ericsson W810 был доступен как W810i в Европе, на Ближнем Востоке, в Африке, тихоокеанской азии, Северной Америке, и как W810c в Китае. W810 продавался по всему миру с апреля 2006. Модели W810 белого цвета были представлены 20 июня 2006.

## Похожие модели
- Sony Ericsson K610i
- Sony Ericsson K750i
- Sony Ericsson D750i
- Sony Ericsson W800i